# Брагато, Гиада
Гиада Брагато (венг. Bragato Giada; род. 14 июля 1999) — венгерская гребчиха на каноэ, многократная призёрка чемпионатов, чемпионка Европы, бронзовый призёр III Европейских игр.

## Карьера
В 2021 году на взрослом чемпионате мира, который прошёл в Копенгагене, Гиада стала бронзовым призёром на дистанции 200 метров в каноэ-двойках.
После пандемии, на чемпионате Европы 2022 года завоевала золотую медаль в каноэ-двойках на дистанции 200 метров, кроме того дважды становилась серебряным призёром. На чемпионате мира 2022 года в Канаде завоевала три бронзовые медали.
На III Европейских играх в Кракове, а соревнования были совмещены с чемпионатом Европы, в двойках на 500 метров завоевала бронзу..
В Самарканде, на чемпионате мира 2024 года, который состоялся сразу же после Олимпийских игр, Брагато в каноэ-одиночках на дистанции 1000 метров завоевала серебряную медаль.